# Carol Loomis
Carol Junge Loomis (25 de junio de 1929) es una periodista financiera estadounidense, que se retiró en 2014 como editora general de la revista Fortune.

## Educación
Carol Junge Loomis asistió al Drury College, y se graduó en la Universidad de Misuri, con una licenciatura en Periodismo en 1951.

## Carrera
Loomis tuvo la mayor permanencia de un empleado en la historia de la revista Fortune, ya que se incorporó a la plantilla en 1954 como investigador asociado y se jubiló el 1 de julio de 2014.
En 1966, acuñó el término "fondo de cobertura". para una estrategia hasta entonces poco conocida que despegó como resultado. Ese año Carol Loomis escribió un artículo titulado "The Jones Nobody Keeps Up With". Publicado en Fortune, el artículo de Loomis ensalzaba a Jones y su enfoque. La primera línea del artículo resume los resultados de A.W. Jones & Co: Hay razones para creer que el mejor gestor profesional del dinero de los inversores en estos días es un hombre de voz tranquila y pocas veces fotografiado llamado Alfred Winslow Jones. Acuñando el término "fondo de cobertura" para describir el fondo de Jones, señalaba que su fondo de cobertura había superado al mejor fondo de inversión durante los cinco años anteriores en un 44%, a pesar de su comisión de gestión. En un período de 10 años, el fondo de cobertura del Sr. Jones había superado en un 87% al fondo Dreyfus, el de mayor rendimiento. Esto provocó una oleada de interés en los fondos de cobertura y en los tres años siguientes se crearon al menos 130 fondos de cobertura, entre ellos el Quantum Fund de George Soros y Steinhardt Partners de Michael Steinhardt.
En 1976, fue nombrada miembro del Comité Asesor sobre Estados financieros consolidados.[cita requerida]
En las 1980, Loomis fue una de las seis panelistas en los debates presidenciales de Ronald Reagan y John B. Anderson.
Se jubiló de la revista Time/Fortune en julio de 2014 tras una trayectoria de más de 60 años en la empresa.
Carol se encontró con el sexismo en el Club Económico de Nueva York, después de que llamaran a Fortune para que enviara a alguien a cubrir su cena de etiqueta en 1970. Rechazaron la asistencia de Carol porque "no permitían mujeres"; su director dijo que no quería "ninguna frívola muchachita de Smith buscando una cena gratis y la oportunidad de pasar una noche con 1.200 hombres de etiqueta. " Aun así fue, y más tarde los demandó. Era un club privado, así que perdió el caso.
Más tarde, Carol fue invitada al Club Económico y rechazó la invitación.

## Vida personal
Loomis es "amigo desde hace mucho tiempo de Warren Buffett, el editor pro bono de su carta anual a los accionistas, y accionista de Berkshire Hathaway".

## Premios
- 1968 Premio John Hancock a la excelencia en la redacción de negocios y finanzas, escritores de revistas nacionales[8]
- 1974 Premio Gerald Loeb para Revistas por "Cómo el terrible mercado de dos niveles llegó a Wall Street"[9][10]
- 1989 Premio Gerald Loeb para Revistas por "Buyout Kings"[11]
- 1993 Gerald M. Loeb Lifetime Achievement Award[9][12]
- 2000 Premio de la Mesa Redonda Económica de Mujeres para periodistas de prensa[cita requerida]
- 2001 Premio Henry R. Luce de Time Inc. Award
- 2006 Premio a los Logros Distinguidos, Sociedad de Editores y Escritores de Negocios Americanos[13]
- Premio Gerald Loeb 2006 para revistas por "Por qué la gran apuesta de Carly está fracasando, cómo la junta directiva de HP dejó KO a Carly"[14]

## Obras
- "Una conversación con Warren Buffett", Fortune, 25 de junio de 2006
- "Warren Buffett's Wild Ride at Salomon", 27 de octubre de 1997 (sitio web del Centro de Aprendizaje Chino de Los Ángeles)
- "The 15% Delusion", Fortune, 5 de febrero de 2001 (sitio web de un miembro de la facultad de la McDonough School of Business)
- Tap Dancing to Work: Warren Buffett on Practically Everything, 1966-2012, Penguin, 2012, ISBN 9781101601501